# Louis Faignart
Louis André Faignart (Saint-Vaast, 10 februari 1803 - Longchamps, 6 december 1882) was een Belgisch industrieel en volksvertegenwoordiger.

## Biografie

### Familie
Louis Faignart was een zoon van Jean-Baptiste Faignart (1754-1817), burgemeester van Mignault, en Marie-Anne Pieron (1761-1832). Hij trouwde in 1833 in Houdeng-Gœgnies met Clarisse Boucquéau (1813-1886). Ze kregen vier dochters van wie drie de volwassen leeftijd bereikten:
- Marie-Louise Faignart (1837-1911), trouwde in 1860 met Emile Van Hoorde (1835-1901), advocaat, volksvertegenwoordiger en senator. Ze kregen een zoon en zes dochters, met afstammelingen tot heden. Ze waren de schoonouders van baron Louis De Sadeleer.
- Emilie Faignart (1838-1875), trouwde in 1864 in Brussel met jhr. Amedée Visart de Bocarmé (1835-1924), bosbouwer, volksvertegenwoordiger en burgemeester van Brugge, zoon van graaf Amédée Visart de Bocarmé. Ze kregen twee zoons en een dochter, onder wie graaf Étienne Visart de Bocarmé en jhr. Albert Visart de Bocarmé, met afstammelingen tot heden.
- Emma Faignart (1845-1871), trouwde in 1865 in Brussel met Victor Allard (1840-1912), bankier, senator, vicegouverneur van de Nationale Bank van België en burgemeester van Ukkel, zoon van Joseph Allard, muntmeester en bankier. Ze kregen een zoon en een dochter, onder wie baron Josse Allard, met afstammelingen tot heden.

Hij was een schoonbroer van Félix-Guillaume Wittouck, likeurstoker, suikerraffinadeur en burgemeester van Sint-Pieters-Leeuw, en Ernest Boucquéau, industrieel en volksvertegenwoordiger.

### Loopbaan
Faignart was bankier in La Louvière en suikerfabrikant in Saint-Vaast.
Hij was provincieraadslid van Henegouwen van 1844 tot 1848 en gemeenteraadslid van Saint-Vaast van 1869 tot 1875.
In 1847 werd hij katholiek volksvertegenwoordiger voor het arrondissement Zinnik en vervulde dit mandaat tot in 1864.